# Liste der Naturdenkmäler in Kalletal
Die Liste der Naturdenkmäler in Kalletal führt die Naturdenkmäler der Gemeinde Kalletal auf.

## Innenbereich
(Liste ist nicht vollständig)
| Nr. | Bezeichnung                                 | Lage           | Beschreibung             | Bild |
| --- | ------------------------------------------- | -------------- | ------------------------ | ---- |
|     | Stieleiche „Stemmer Eiche“, „Friedenseiche“ | Stemmen (Lage) |                          |      |
|     | Findling                                    | Stemmen (Lage) | Findling aus Granitgneis |      |

## Außenbereich
| Nr.    | Bezeichnung                                                                                     | Lage                                                                                      | Beschreibung                                                                | Bild |
| ------ | ----------------------------------------------------------------------------------------------- | ----------------------------------------------------------------------------------------- | --------------------------------------------------------------------------- | ---- |
| 2.3-1  | 2 Kastanien, 1 Silberweide und 1 Weißdorn in der Weseraue zwischen Niedernmühle und Erder       | Erder Flur 1, Flurstück 29 tw.                                                            |                                                                             |      |
| 2.3-2  | 1 Weißdorn in der Weseraue westlich Bökenbusch                                                  | Erder Flur 1, Flurstück 26 tw.                                                            |                                                                             |      |
| 2.3-3  | 1 Silberweide an der Weser nördlich der Kläranlage Varenholz                                    | Stemmen Flur 5, Flurstück 39 tw.                                                          |                                                                             |      |
| 2.3-4  | 2 Eschen in der Weseraue am Weserweg nördlich Stemmen                                           | Stemmen Flur 1, Flurstück 52 tw.                                                          |                                                                             |      |
| 2.3-5  | 2 Eichen am Ihmser Tor                                                                          | Erder Flur 5, Flurstücke 10 tw., 32 tw., 37 tw. (Lage)                                    |                                                                             |      |
| 2.3-6  | 1 Hainbuche im Forst Langenholzhausen nördlich Hellinghausen                                    | Langenholzhausen Flur 1, Flurstück 20 tw.                                                 |                                                                             |      |
| 2.3-7  | 1 Eiche an der Westerkalle südlich Hellinghausen                                                | Kalldorf Flur 2, Flurstück 6 tw.                                                          |                                                                             |      |
| 2.3-8  | 1 Eiche am Felsenkeller                                                                         | Varenholz Flur 6, Flurstück 69 tw.                                                        |                                                                             |      |
| 2.3-9  | 3 Hainbuchen und 1 Findlingsfeld bei Hankenegge                                                 | Bentorf Flur 1, Flurstück 25 tw.                                                          |                                                                             |      |
| 2.3.10 | 1 Eiche und 1 Buche zusammengewachsen im Forst Langenholzhausen nördlich des Großen Wirksberges | Langenholzhausen Flur 4, Flurstück 4 tw.                                                  |                                                                             |      |
| 2.3-11 | 1 Eiche bei Heidegrund                                                                          | Bentorf Flur 3, Flurstück 83 tw.                                                          |                                                                             |      |
| 2.3-12 | 2 Feldahorn am Wirtschaftsweg zwischen Tevenhausen und Heidelbeck                               | Heidelbeck Flur 10, Flurstück 48 tw.                                                      |                                                                             |      |
| 2.3-13 | 1 Hainbuche am Wirtschaftsweg zwischen Tevenhausen und Heidelbeck                               | Heidelbeck Flur 10, Flurstück 49 tw.                                                      |                                                                             |      |
| 2.3-14 | 2 Linden am Friedhofsweg in Heidelbeck                                                          | Heidelbeck Flur 4, Flurstücke 55 tw. und 58 tw.                                           |                                                                             |      |
| 2.3-15 | 2 Buchen südlich Heidelbeck                                                                     | Heidelbeck Flur 8, Flurstück 21 tw.                                                       |                                                                             |      |
| 2.3-16 | 8 Buchen an der K 17 westlich Röntorf                                                           | Talle Flur 2, Flurstücke 2 tw., 4 tw., 6 tw., 15 tw., 18 tw.                              |                                                                             |      |
| 2.3.17 | 1 Eiche südlich der K 17 zwischen Röntorf und der Kreisgrenze                                   | Talle Flur 2, Flurstück 4 tw.                                                             |                                                                             |      |
| 2.3.18 | Hainbuchen-Kopfbaumreihe südlich Niederntalle                                                   | Talle Flur 7, Flurstücke 62 tw., 64 tw., 161 tw., 163 tw., 164 tw.                        |                                                                             |      |
| 2.3.19 | 1 Eiche südlich Niederntalle                                                                    | Talle Flur 7, Flurstück 161 tw.                                                           |                                                                             |      |
| 2.3.20 | Eichen-/Ahornreihe entlang eines Wirtschaftsweges südlich Niederntalle                          | Talle Flur 7, Flurstück 58 tw., 66 tw. 140 tw., 212 tw.                                   |                                                                             |      |
| 2.3-21 | 4 Eichen und 1 Pappel am Wirtschaftsweg nordöstlich Brosen                                      | Brosen Flur 5, Flurstück 49 tw.                                                           |                                                                             |      |
| 2.3-22 | Eichenreihe am Feldweg südöstlich Brosen                                                        | Brosen Flur 9, Flurstück 54 tw.                                                           |                                                                             |      |
| 2.3-23 | 5 Buchen am Hang des Steinbergs                                                                 | Bavenhausen Flur 7, Flurstück 26 tw.                                                      |                                                                             |      |
| 2.3-24 | 3 Hainbuchen und 1 Buche südlich Niedermeien                                                    | Henstorf Flur 4, Flurstück 27 tw.                                                         |                                                                             |      |
| 2.3-25 | 1 Buche südlich Niedermeien                                                                     | Henstorf Flur 4, Flurstücke 9 tw. und 11 tw.                                              |                                                                             |      |
| 2.3-26 | 4 Buchen am Aussiedlerhof in Niedermeien                                                        | Henstorf Flur 1, Flurstück 72 tw.                                                         |                                                                             |      |
| 2.3-27 | Erratische Blöcke im Bachtal der Hegerbeke bei Dalbke                                           | Hohenhausen Flur 11, Flurstücke 27 tw., 28 tw., 36 tw.                                    |                                                                             |      |
| 2.3-28 | Ehemaliger Steinbruch zwischen Niedernmühle und Erder                                           | Erder Flur 2, Flurstück 137 tw.; Flur 6, Flurstück 56 tw.                                 | Ehemaligen Sandsteinbruch im Schilfsandstein                                |      |
| 2.3-29 | Wiebesiekgrube nördlich Bentorf                                                                 | Bentorf Flur 2, Flurstück 13 tw.                                                          | alte Mergelkuhle                                                            |      |
| 2.3-30 | 6 Hünengräber mit altem Baumbestand im Forst Brake nördlich Steinegge                           | Bentorf Flur 2, Flurstück 71 tw.                                                          |                                                                             |      |
| 2.3-31 | 3 Erdfälle westlich Harkemissen                                                                 | Bentorf Flur 5, Flurstück 82 tw.; Flur 6, Flurstück 10 tw.                                |                                                                             |      |
| 2.3-32 | 2 Erdfälle und 1 Steinbruch südlich Lichtensberg                                                | Westorf Flur 1, Flurstück 59 tw.                                                          | Sehr großer Erdfall mit einem Durchmesser von 70 m und einer Tiefe von 30 m |      |
| 2.3-33 | Steinbruch (ehem. Kalkofen) am Luhberg                                                          | Hohenhausen Flur 2, Flurstück 29 tw.                                                      |                                                                             |      |
| 2.3-34 | Hohlweg am Königskamp                                                                           | Heidelbeck Flur 9, Flurstücke 1 tw. und 2 tw.; Flur 10, Flurstücke 51 tw., 52 tw., 55 tw. |                                                                             |      |
| 2.3-35 | Hohlweg nordöstlich Asendorf                                                                    | Asendorf Flur 3, Flurstücke 16 tw., 17 tw., 18 tw., 85 tw., 86 tw., 87, 88 tw., 89 tw.    |                                                                             |      |
| 2.3-36 | Mergelkuhle südlich Brosen                                                                      | Brosen Flur 6, Flurstücke 47 tw.                                                          |                                                                             |      |
| 2.3-37 | Steinbruch südlich Henstorf                                                                     | Brosen Flur 5, Flurstücke 30 tw.                                                          |                                                                             |      |
| 2.3-38 | Hohlweg westlich Langenholzhausen                                                               | Langenholzhausen Flur 8, Flurstücke 37 tw., 44 tw. und 230 tw.                            |                                                                             |      |
| 2.3-39 | 2 Findlinge in der Aue des Bentorfer Baches                                                     | Bentorf Flur 3, Flurstücke 67 und 69                                                      |                                                                             |      |
| 2.3-40 | Aufschluss nördlich Heidelbeck                                                                  | Langenholzhausen Flur 3, Flurstücke 43 tw. und 81 tw.                                     |                                                                             |      |